# Derby della Corsica
Il derby della Corsica (in francese Derby corse o derby de Corse o derby de la Corse, in corso Derby corsu o Derby di a Corsica), è una partita di calcio giocata tra i due club della Corsica più importanti, l'Ajaccio di Ajaccio e il SC Bastia di Bastia che sono delle due più importanti città della Corsica.

## Storia
Il SC Bastia venne fondato a Bastia nel 1905 e l'Ajaccio venne fondato ad Ajaccio nel 1910 rendendoli i più vecchi club calcistici dell'isola, a parte qualche incontro nel calcio non professionistico le due squadre non si incontrarono nel calcio professionistico per ben 55 anni fino al 1965 quando si incontrarono per la prima volta in Coppa di Francia e nell'allora Division 2, la seconda categoria del campionato francese. Le due squadre nel 1966-1967 venne promosse entrambe in Division 1 portando il derby calcistico per la prima volta nella massima serie del campionato francese. Le due squadre rimasero entrambe fino alla stagione 1972-1973, quando in quell'anno l'Ajaccio retrocedette per la prima volta in Division 2, da allora per trent'anni la squadra ajaccina navigò sempre in acque agitate, a differenza dell'SC Bastia che rimase in massima serie per molti anni, riuscendo a vincere una Supercoppa di Francia nel 1972-1973, retrocedette solo in Division 2 solo nel 1986, in Division 2 il Bastia raggiunse anche la semifinale di Coppa di Francia contro l'Olympique Marsiglia, ma a causa della tragedia di Furiani la partita non venne rigiocata e la finale venne annullata. In quasi dieci anni di Division 1 il Bastia riuscì anche a vincere anche una Coppa Intertoto nel 1997, mentre l'Ajaccio continuava a militare in Division 2. Con la retrocessione del Bastia e poi dell'Ajaccio le due squadre si ritrovarono a disputare un derby dopo ben trent'anni dall'ultimo disputato, entrambe in Ligue 2 l'ex Division 2. Le due squadre si ritrovarono dopo le rispettive promozioni in Ligue 1 nel 2012-2013 ritornando il derby di nuovo nella massima serie del campionato francese, dopo un solo biennio l'Ajaccio è di nuovo ritornato in Ligue 2, essendo matematicamente retrocesso il 20 aprile 2014 nella stagione 2013-2014, proprio dopo aver perso l'ultimo derby giocato tra le due squadre.
Il derby della Corsica del 21 ottobre 2012 in Ligue 1 è stato il primo derby commentato bilingue francese-corso sul canale televisivo sportivo francese a pagamento beIN Sports (parte del gruppo Al Jazeera) grazie al giornalista e poeta di France 3 Corse Petru Rocca.
In seguito alla promozione del Gazélec Ajaccio in Ligue 1 per la prima volta nella sua storia, nel campionato 2015-2016 si è disputato il primo derby còrso tra il Gazèlec e il SC Bastia.

## Risultati
| Stagione | Competizione      | Dates      | Luogo                | Casa      | Risultato | Fuori Casa |
| -------- | ----------------- | ---------- | -------------------- | --------- | --------- | ---------- |
| 1965–66  | Division 2        | 28-11-1965 | Stade François-Coty  | Ajaccio   | 1 – 3     | SC Bastia  |
| 1965–66  | Coupe de France   | 13-02-1965 | Stade François-Coty  | Ajaccio   | 1 – 0     | SC Bastia  |
| 1965–66  | Division 2        | 21-05-1966 | Stade Armand-Cesari  | SC Bastia | 6 – 0     | Ajaccio    |
| 1966–67  | Division 2        | 09-10-1966 | Stade François-Coty  | Ajaccio   | 0 – 2     | SC Bastia  |
| 1966–67  | Division 2        | 05-02-1967 | Stade Armand-Cesari  | SC Bastia | 0 – 0     | Ajaccio    |
| 1968–69  | Division 1        | 01-12-1968 | Stade François-Coty  | Ajaccio   | 4 – 0     | SC Bastia  |
| 1968–69  | Division 1        | 18-03-1969 | Stade Armand-Cesari  | SC Bastia | 1 – 0     | Ajaccio    |
| 1969–70  | Division 1        | 05-10-1969 | Stade Armand-Cesari  | SC Bastia | 2 – 0     | Ajaccio    |
| 1969–70  | Division 1        | 15-03-1970 | Stade François-Coty  | Ajaccio   | 2 – 0     | SC Bastia  |
| 1970–71  | Division 1        | 04-10-1970 | Stade François-Coty  | Ajaccio   | 6 – 1     | SC Bastia  |
| 1970–71  | Division 1        | 04-04-1971 | Stade Armand-Cesari  | SC Bastia | 1 – 4     | Ajaccio    |
| 1971–72  | Division 1        | 04-11-1971 | Stade François-Coty  | Ajaccio   | 2 – 0     | SC Bastia  |
| 1971–72  | Coupe de France   | 12-03-1972 | Stade François-Coty  | Ajaccio   | 0 – 2     | SC Bastia  |
| 1971–72  | Coupe de France   | 15-03-1972 | Stade Armand-Cesari  | SC Bastia | 0 – 0     | Ajaccio    |
| 1971–72  | Division 1        | 26-03-1972 | Stade Armand-Cesari  | SC Bastia | 2 – 1     | Ajaccio    |
| 1972–73  | Division 1        | 04-10-1972 | Stade Armand-Cesari  | SC Bastia | 1 – 0     | Ajaccio    |
| 1972–73  | Division 1        | 25-03-1973 | Stade François-Coty  | Ajaccio   | 0 – 1     | SC Bastia  |
| 2002–03  | Ligue 1           | 31-10-2003 | Stade Armand-Cesari  | SC Bastia | 1 – 2     | Ajaccio    |
| 2002–03  | Ligue 1           | 31-01-2003 | Stade François-Coty  | Ajaccio   | 1 – 1     | SC Bastia  |
| 2003–04  | Ligue 1           | 31-10-2003 | Stade Armand-Cesari  | SC Bastia | 1 – 1     | Ajaccio    |
| 2003–04  | Ligue 1           | 26-03-2004 | Stade François-Coty  | Ajaccio   | 1 – 0     | SC Bastia  |
| 2004–05  | Ligue 1           | 20-08-2004 | Stade Armand-Cesari  | SC Bastia | 1 – 0     | Ajaccio    |
| 2004–05  | Ligue 1           | 14-01-2005 | Stade François-Coty  | Ajaccio   | 1 – 0     | SC Bastia  |
| 2006–07  | Ligue 2           | 09-11-2006 | Stade François-Coty  | Ajaccio   | 0 – 1     | SC Bastia  |
| 2006–07  | Ligue 2           | 27-04-2007 | Stade Armand-Cesari  | SC Bastia | 4 – 1     | Ajaccio    |
| 2007–08  | Ligue 2           | 26-10-2007 | Stade François-Coty  | Ajaccio   | 1 – 3     | SC Bastia  |
| 2007–08  | Ligue 2           | 05-04-2008 | Stade Armand-Cesari  | SC Bastia | 0 – 1     | Ajaccio    |
| 2008–09  | Ligue 2           | 05-12-2008 | Stade Armand-Cesari  | SC Bastia | 6 – 2     | Ajaccio    |
| 2008–09  | Ligue 2           | 08-05-2009 | Stade François-Coty  | Ajaccio   | 1 – 1     | SC Bastia  |
| 2009–10  | Ligue 2           | 30-10-2009 | Stade Armand-Cesari  | SC Bastia | 1 – 0     | Ajaccio    |
| 2009–10  | Ligue 2           | 02-04-2010 | Stade François-Coty  | Ajaccio   | 1 – 2     | SC Bastia  |
| 2012–13  | Ligue 1           | 21-10-2012 | Stade François-Coty  | Ajaccio   | 0 – 0     | SC Bastia  |
| 2012–13  | Ligue 1           | 02-03-2013 | Stade Armand-Cesari  | SC Bastia | 1 – 0     | Ajaccio    |
| 2013–14  | Coupe de la Ligue | 29-10-2013 | Stade Francis-Turcan | SC Bastia | 1 – 0     | Ajaccio    |
| 2013–14  | Ligue 1           | 4-12-2013  | Stade François-Coty  | Ajaccio   | 1 – 1     | SC Bastia  |
| 2013–14  | Ligue 1           | 20-04-2014 | Stade Armand-Cesari  | SC Bastia | 2 – 1     | Ajaccio    |
| 2021–22  | Ligue 2           | 21-09-2021 | Stade Armand-Cesari  | SC Bastia | 2 – 0     | Ajaccio    |
| 2021–22  | Ligue 2           | 12-03-2022 | Stade François-Coty  | Ajaccio   | 0 – 1     | SC Bastia  |
| 2023–24  | Ligue 2           | 02-10-2023 | Stade François-Coty  | Ajaccio   | 2 – 0     | SC Bastia  |
| 2023–24  | Ligue 2           | 05-02-2024 | Stade Armand-Cesari  | SC Bastia | 1 – 0     | Ajaccio    |

Statistiche
| Competizione     | Giocate | Vittorie Ajaccio | Pareggi | Vittorie Bastia | Gol Ajaccio | Gol Bastia |
| ---------------- | ------- | ---------------- | ------- | --------------- | ----------- | ---------- |
| Campionato       | 36      | 10               | 6       | 20              | 37          | 50         |
| Coppa di Francia | 3       | 1                | 1       | 1               | 1           | 2          |
| Coppa di Lega    | 1       | 0                | 0       | 1               | 0           | 1          |
| Totali           | 40      | 11               | 7       | 22              | 38          | 53         |